# El perdedor (canción de Enrique Iglesias)
«El perdedor» es el segundo sencillo del álbum de estudio Sex and Love del cantante español Enrique Iglesias, interpretada por este último junto al cantautor mexicano Marco Antonio Solís. 
Es el tema principal de la telenovela mexicana Lo que la vida me robó (2013-2014). Esta fue la quinta vez que una de las canciones de Enrique Iglesias fuera elegida como tema de apertura para telenovelas después de Cosas del amor (1999), Nunca te olvidaré (1999), Cuando me enamoro (2010-2011) y Marisol (1996). La canción fue lanzada en Estados Unidos y México el 28 de octubre de 2013 y fue lanzada más tarde a otros países latinoamericanos. La canción fue compuesta por Enrique Iglesias y Descemer Bueno.

## Antecedentes
Según los informes (dato por confirmar),[¿cuál?] Enrique dijo que escribió esta canción hace 8 años y la mantuvo guardada en un armario esperando el momento ideal para presentársela a uno de sus ídolos más grandes Marco Antonio Solís, y para pedirle que ponga su voz en él. Enrique había conocido personalmente a Marco hacía 18 años, cuando este le prestó su canción «Invéntame» que Enrique cantó para su primer álbum. Entonces Solís ya grababa para Fonovisa al igual que Enrique lo hizo por tres años. Enrique señala sobre Marco Antonio que él lo admira mucho, no sólo como persona sino también como un artista, y que haciendo equipo con él en su canción «El perdedor» ha sido una experiencia muy especial e inolvidable en su carrera.

## Video musical
El tráiler de la canción tuvo una duración de 30 segundo la cual fue subida a la cuenta de Enrique Iglesias en Youtube. Recibió más de un millón de visitas en un par de semanas.
El video musical «El perdedor» fue lanzado el 20 de enero de 2014 en la cuenta oficial de Enrique Iglesias Vevo en Youtube y ha recibido más de 40.000 visitas a menos de 3 horas de sus servicios de video subidos. El video está dirigido por Jessy Terrero, que también dirigió los videos musicales de sus éxitos anteriores como  «Dímelo» y «Cuando me enamoro». El video cuenta con la participación de Sandra Echeverría.

## Conciertos
El 27 de octubre Enrique Iglesias y Marco Antonio Solís interpretaron el sencillo el día del estreno de la telenovela Lo que la vida me robó en México.

## Posicionamiento en listas
| País                 | Lista (2014)              | Mejor posición | Ref.   |
| -------------------- | ------------------------- | -------------- | ------ |
| Estados Unidos       | Billboard Hot 100         | 85             | [ 7 ]  |
| Estados Unidos       | Billboard Hot Latin Songs | 1              | [ 8 ]  |
| Estados Unidos       | Billboard Latin Pop Songs | 1              | [ 8 ]  |
| Estados Unidos       | Billboard Tropical Songs  | 3              | [ 8 ]  |
| México               | Monitor Latino            | 12             | [ 9 ]  |
| República Dominicana | Monitor Latino            | 2              | [ 10 ] |

## Certificaciones
| País   | Organismo certificador | Certificación         | Ventas certificadas | Ref.   |
| ------ | ---------------------- | --------------------- | ------------------- | ------ |
| México | AMPROFON               | 6× Diamante + Platino | 1 860 000           | [ 11 ] |